# Sant Estève de Vila-real
Sant Estève de Vilareal (en francès Saint-Étienne-de-Villeréal) és un municipi francès situat al departament d'Òlt i Garona i a la regió de la Nova Aquitània.

## Demografia
| 1962                                       | 1968 | 1975 | 1982 | 1990 | 1999 | 2007 |
| ------------------------------------------ | ---- | ---- | ---- | ---- | ---- | ---- |
| 239                                        | 271  | 230  | 222  | 233  | 267  | 291  |
| Des de 1962: població sense dobles comptes |      |      |      |      |      |      |

## Administració
| Període | Identitat     | Partit |
| ------- | ------------- | ------ |
| 1989-   | Raymond Benne | PCF    |